# Aeroportul Fort MacKay/Horizon
Aeroportul Fort MacKay/Horizon (IATA: HZP, ICAO: CYNR) este un aeroport din Alberta, Canada.
Situat la o altitudine de 279 m, aeroportul dispune de o singură pistă. Este operat de Canadian Natural Resources⁠(d).